# Maybe I'll Catch Fire
Maybe I'll Catch Fire es el segundo álbum de estudio de Alkaline Trio. Asian Man Records lo puso en el mercado el 24 de febrero de 2000. Matt Allison y Alkaline Trio producen este disco que fue grabado en los Atlas Studios de Chicago en octubre de 1999. El disco incluye "Radio", uno de los himnos de la banda y una de las canciones favoritas y más aclamadas por su público, sobre todo en concierto.

## Listado de canciones
1. «Keep 'Em Coming» – 4:10
2. «Madam Me» – 2:59
3. «You've Got So Far to Go» – 3:14
4. «Fuck You Aurora» – 4:49
5. «Sleepyhead» – 3:56
6. «Maybe I'll Catch Fire» – 3:07
7. «Tuck Me In» – 2:39
8. «She Took Him to the Lake» – 2:40
9. «5-3-10-4» – 2:56
10. «Radio» – 4:41

## Créditos
- Matt Skiba - cantante, guitarra
- Dan Andriano - cantante, bajo
- Glenn Porter - batería

- Datos: Q2307909